# Ashraf Nu'man
Ashraf Nu'man Al-Fawaghra (en árabe: أشرف نعمان الفواغرة‎; nacido en Belén el 29 de julio de 1986) es un futbolista palestino que juega para el Shabab Markaz Balata de la Liga Premier de Cisjordania y para la selección palestina de fútbol como delantero o centrocampista ofensivo por la derecha. Junto con Fahed Attal, es el máximo goleador de la historia de la selección palestina.

## Carrera de clubes
Ashraf Nu'man ha pasado por multitud de clubes durante los últimos años, principalmente en las primeras divisiones de las ligas saudí, jordana y palestina.
| Temporada | Club              | Liga                        |
| --------- | ----------------- | --------------------------- |
| 2013-2014 | Al Faisali        | Liga Profesional Saudí      |
| 2014-2015 | Al Faisali        | Liga Profesional Saudí      |
| 2015-2016 | Al-Wehdat         | Liga Premier de Jordania    |
| 2015-2016 | Hajer FC          | Liga Profesional Saudí      |
| 2015-2016 | Al-Wehdat         | Liga Premier de Jordania    |
| 2016-2017 | Tarji Wadi al-Nes | Liga Premier de Cisjordania |
| 2016-2017 | Shabab Al-Khaleel | Liga Premier de Cisjordania |
| 2017-2018 | Shabab Al-Khaleel | Liga Premier de Cisjordania |

## Carrera internacional
Nu'man fue llamado por primera vez para la selección palestina de fútbol durante la fase de clasificación de la Copa Desafío de la AFC 2010 e hizo su debut seis meses después en un partido contra los Emiratos Árabes Unidos.
Desde entonces, ha jugado con Palestina en el Campeonato de la Federación de Fútbol de Asia Occidental 2010, la clasificación para la Copa Desafío de la AFC 2012, y la clasificación de AFC para la Copa Mundial de Fútbol de 2014.
Nu'man fue incluido en la lista de 23 futbolistas de Jamal Mahmoud para participar en el Copa Desafío de la AFC 2014. Anotó su primer gol en la competición durante el segundo partido, en el que Palestina se enfrentó a Myanmar, a la que derrotó por 2-0. Tras esto, anotó un doblete en cuartos de final contra Afganistán, contribuyendo a que su país se clasificara para la primera final de su historia. Durante la final contra Filipinas, Nu'man marcó el único gol del partido, anotando un libre directo en el minuto 59 del encuentro, lo que permitió a Palestina ganar su primera Copa Desafío de la AFC 2014 y clasificarse para la Copa de Asia de 2015. Nu'man se hizo también con el título de máximo goleador del torneo tras haber anotado 4 goles en 5 partidos. Está empatado con Fahed Attal como mayor goleador histórico del equipo nacional palestino.

### Goles en partidos internacionales
| #   | Fecha                   | Estadio                                      | Adversario | Gol anotado | Resultado final | Competición                                                   |
| --- | ----------------------- | -------------------------------------------- | ---------- | ----------- | --------------- | ------------------------------------------------------------- |
| 1.  | 20 de diciembre de 2011 | Estadio Al-Gharafa, Doha                     |            | 1–1         | 1–3             | Juegos Panarábicos 2011                                       |
| 2.  | 29 de febrero de 2012   | The Sevens Stadium, Dubái                    |            | 1–0         | 2–0             | Amistoso                                                      |
| 3.  | 12 Marcha 2012          | Estadio Halchowk, Katmandú                   |            | 2–0         | 2–0             | Copa Desafío de la AFC 2012                                   |
| 4.  | 18 de junio de 2012     | Estadio Ali Mohsen Al-Muraisi , Saná         |            | 1–0         | 2–1             | Amistoso                                                      |
| 5.  | 8 de diciembre de 2012  | Estadio Al-Sadaqua Walsalam, Kuwait          |            | 1–2         | 1–2             | Campeonato de la Federación de Fútbol de Asia Occidental 2012 |
| 6.  | 6 de febrero de 2013    | Estadio Jawaharlal Nehru, Kochi              |            | 1–1         | 4–2             | Amistoso                                                      |
| 7.  | 6 de febrero de 2013    | Estadio Jawaharlal Nehru, Kochi              |            | 3–2         | 4–2             | Amistoso                                                      |
| 8.  | 6 de febrero de 2013    | Estadio Jawaharlal Nehru, Kochi              |            | 4–2         | 4–2             | Amistoso                                                      |
| 9.  | 21 Marcha 2013          | Estadio Mohammed Al-Hamad, Hawalli           |            | 1–1         | 1–2             | Amistoso                                                      |
| 10. | 26 Marcha 2013          | Estadio Darul Makmur, Kuantan                |            | 2–0         | 2–0             | Amistoso                                                      |
| 11. | 21 de mayo de 2014      | Estadio Nacional de Fútbol de Maldivas, Malé |            | 2–0         | 2–0             | Copa Desafío de la AFC 2014                                   |
| 12. | 27 de mayo de 2014      | Estadio Nacional de Fútbol de Maldivas, Malé |            | 1–0         | 2–0             | Copa Desafío de la AFC 2014                                   |
| 13. | 27 de mayo de 2014      | Estadio Nacional de Fútbol de Maldivas, Malé |            | 2–0         | 2–0             | Copa Desafío de la AFC 2014                                   |
| 14. | 30 de mayo de 2014      | Estadio Nacional de Fútbol de Maldivas, Malé |            | 1–0         | 1–0             | Copa Desafío de la AFC 2014                                   |